# 阿年
阿年（法語：Agnin，法語發音：[aɲɛ̃]）是法国伊泽尔省的一个市镇，属于维埃纳区。

## 地理
阿年（45°20'24"N, 4°51'26"E）面积7.96 平方千米，位于法国奥弗涅-罗讷-阿尔卑斯大区伊泽尔省，该省份为法国东南部内陆省份，北起顺时针与安省、萨瓦省、上阿尔卑斯省、德龙省、阿尔代什省、卢瓦尔省和罗讷省。
与阿年接壤的市镇（或旧市镇、城区）包括：萨讷河畔萨莱斯、维尔苏桑茹、安茹、布热尚巴吕、沙纳。

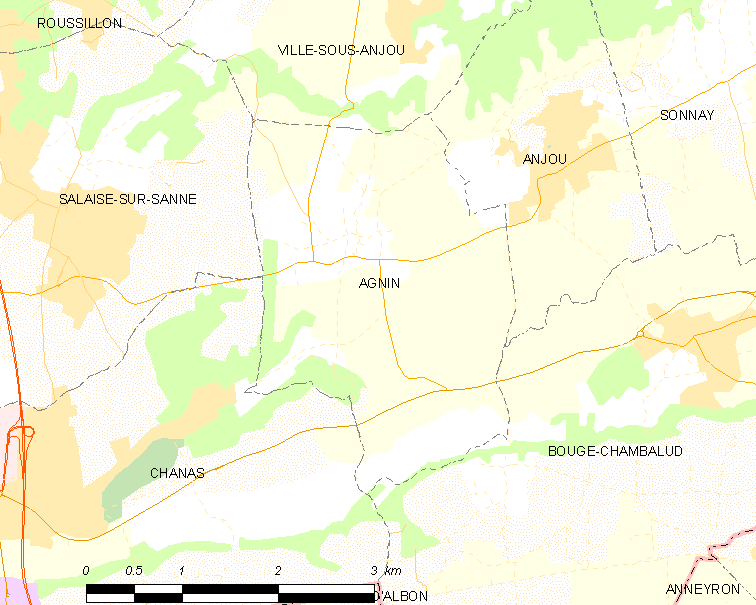
阿年的OSM定位图

阿年的时区为UTC+01:00、UTC+02:00（夏令时）。

## 行政
阿年的邮政编码为38150，INSEE市镇编码为38003。

## 政治
阿年所属的省级选区为鲁西永县。

## 人口

1962-2008年间阿年人口变化图示

阿年于2022年1月1日时的人口数量为1240人。